# The Gourds
The Gourds is een americana-band uit Austin, Texas. De band werd in 1994 opgericht als kwartet en werd in 1999 uitgebreid met Max Johnston.
Het geluid van The Gourds is altijd herkenbaar en authentiek door het gebruik van instrumenten als accordeon, viool en mandoline, en door het karakteristieke stemgeluid van frontmannen Kevin Russell en Jimmy Smith. Country, rock-'n-roll, cajun en tex-mex zijn hoorbaar, maar de band haalt ook elders inspiratie. Zo verschijnen op hun album Shinebox uit 2001 de David Bowie-cover Ziggy Stardust en een uitvoering van Snoop Dogg's hit Gin And Juice. Laatstgenoemde kende een enorm aantal downloads vanaf LimeWire en Napster.
De documentaire All The Labor uit 2013 geeft een amusant beeld van The Gourds op het podium, in de studio en thuis.
Op 18 oktober 2013 maakte de band bekend voorlopig te stoppen met al haar activiteiten. Of de stop een tijdelijke pauze of het definitief einde van The Gourds betekent, is nog niet bekend. 

## Bezetting
- Kevin Russell – zang, mandoline en gitaar
- Claude Bernard – accordeon, keyboards en gitaar
- Jimmy Smith – zang, gitaar, percussie en bas
- Keith Langford – drums, mondharmonica en wasbord
- Max Johnston – zang, banjo, fiddle en gitaar

## Discografie
- Dem's Good Beeble – 1997
- Stadium Blitzer – 1998
- Ghosts of Hallelujah – 1999
- Bolsa de Agua – 2000
- Shinebox – 2001
- Cow Fish Fowl or Pig – 2002
- Growin' a Beard – 2003
- Blood of the Ram – 2004
- Heavy Ornamentals – 2006
- Noble Creatures – 2007
- Haymaker! – 2009
- Old Mad Joy – 2011

The Gourds zijn ook te horen op de soundtrack van Mike Woolf's documentaire Growin' a Beard en Something's Brewin' in Shiner.
Kevin Russel bracht in 2002 onder de naam Kev Russell's Junker een soloalbum uit met de titel Buttermilk And Rifles.